# Assedio di Yoshida
L'assedio del castello di Yoshida del 1575 fu intrapreso da Takeda Katsuyori contro le forze di Tokugawa Ieyasu durante il periodo Sengoku. Questa fu una delle molte battaglie combattute tra i clan Tokugawa e Takeda.
L'assedio faceva parte dell'avanzata di Takeda Katsuyori attraverso la provincia di Mikawa; il castello di Yoshida giaceva sul sito che oggi fa parte della città di Toyohashi nella Prefettura di Aichi. Sakai Tadatsugu comandava la guarnigione del castello al servizio di Tokugawa Ieyasu. Anche se la guarnigione normalmente era formata da mille uomini, Ieyasu aveva anticipato l'attacco e rinforzato le forze di Sakai di altri 5 000 uomini.
La battaglia consistette quasi esclusivamente in combattimenti di lancia al di fuori delle mura del castello. Takeda Katsuyori divenne nervoso, e si rese conto che Sakai non aveva alcuna intenzione di inviare il resto della sua forza fuori dai cancelli per una battaglia in piena regola. Takeda si ritirò e si diresse verso Nagashino, che si sarebbe rivelata decisiva per il clan Takeda.